# Just Dance 2018
Just Dance 2018 är ett dansspel utvecklad av Ubisoft. Den visades på E3 presskonferens 2017. Den släpptes 24 oktober 2017 till PlayStation 3, PlayStation 4, Xbox 360, Xbox One, Wii, Wii U och Nintendo Switch.

## Spelupplägg
Som i föregångarna rör spelaren efter dansaren på skärmen till en vald låt.
Ny funktion är Kids Mode som är gjort för spelare under 12 år som kan lära sig att spela, denna spelarläge finns endast till åttonde generationens konsoler och innehåller åtta sånger. En exklusiv funktion finns till Switch-versionen där spelaren använder båda Joy-Con som känner vibrationer från handkontrollen.

## Låtar
Dessa låtar är bekräftade:
| Sång                                              | Artist                                           | År   |
| ------------------------------------------------- | ------------------------------------------------ | ---- |
| "24K Magic"                                       | Bruno Mars                                       | 2016 |
| "All You Gotta Do (Is Just Dance)"                | The Just Dance Band                              | 2017 |
| "Another One Bites The Dust"                      | Queen                                            | 1980 |
| "Automaton"                                       | Jamiroquai                                       | 2017 |
| "Bad Liar"                                        | Selena Gomez                                     | 2017 |
| "Beep Beep I'm a Sheep"                           | LilDeuceDeuce featuring BlackGryph0n och TomSka  | 2017 |
| "Blow Your Mind (Mwah)"                           | Dua Lipa                                         | 2016 |
| "Blue (Da Ba Dee)"                                | Hit the Electro Beat (Eiffel 65)                 | 1999 |
| "Boom Boom"                                       | Iggy Azalea featuring Zedd                       | 2017 |
| "Bubble Pop!"                                     | HyunA                                            | 2011 |
| "Carmen (Overture)"                               | Just Dance Orchestra (Georges Bizet)             | 1875 |
| "Chantaje"                                        | Shakira featuring Maluma                         | 2016 |
| "Daddy Cool"                                      | Groove Century (Boney M.)                        | 1976 |
| "Despacito"                                       | Luis Fonsi featuring Daddy Yankee                | 2017 |
| "Dharma"                                          | Headhunterz and KSHMR                            | 2016 |
| "Diggy"                                           | Spencer Ludwig                                   | 2016 |
| "Fight Club"                                      | Lights                                           | 2017 |
| "Footloose"                                       | Top Culture (Kenny Loggins)                      | 1984 |
| "Got That"                                        | Gigi Rowe                                        | 2017 |
| "How Far I'll Go"                                 | Disney's Moana (Auli'i Cravalho)                 | 2016 |
| "In the Hall of the Pixel King"                   | Dancing Bros.                                    | 2016 |
| "Instruction"                                     | Jax Jones featuring Demi Lovato and Stefflon Don | 2017 |
| "Itsy Bitsy Teenie Weenie Yellow Polkadot Bikini" | The Sunlight Shakers (Brian Hyland)              | 1959 |
| "John Wayne"                                      | Lady Gaga                                        | 2016 |
| "Keep On Moving"                                  | Michelle Delamor                                 | 2017 |
| "Kissing Strangers"                               | DNCE featuring Nicki Minaj                       | 2017 |
| "Love Ward"                                       | Hatsune Miku                                     | 2009 |
| "Make It Jingle"                                  | Big Freedia                                      | 2016 |
| "Naughty Girl"                                    | Beyoncé                                          | 2004 |
| "New Face"                                        | PSY                                              | 2017 |
| "Risky Business"                                  | Jorge Blanco                                     | 2017 |
| "Rockabye"                                        | Clean Bandit featuring Sean Paul och Anne-Marie  | 2016 |
| "Sayonara"                                        | Wanko Ni Mero Mero                               | 2017 |
| "Shape of You"                                    | Ed Sheeran                                       | 2017 |
| "Side to Side"                                    | Ariana Grande featuring Nicki Minaj              | 2016 |
| "Slumber Party"                                   | Britney Spears featuring Tinashe                 | 2016 |
| "Sugar Dance"                                     | The Just Dance Band                              | 2017 |
| "Swish Swish"                                     | Katy Perry featuring Nicki Minaj                 | 2017 |
| "The Way I Are (Dance with Somebody)"             | Bebe Rexha featuring Lil Wayne                   | 2017 |
| "Tumbum"                                          | Yemi Alade                                       | 2016 |
| "Waka Waka (This Time for Africa)"                | Shakira                                          | 2010 |

- En (WIIJPN) visar att sången även finns med i Just Dance Wii.
- En (3DWII) visar att sången finns med i Just Dance 3 som DLC till Wii.

1. ↑  Endast upplåst med spelkoden "DANCE"

## Kids Mode
Kids Mode har följande låtar:
| Sång                                              | Artist                                                     | År   |
| ------------------------------------------------- | ---------------------------------------------------------- | ---- |
| "Amazing Girl"                                    | The Girly Team                                             | 2017 |
| "Chiwawa" (Alternate) (JDU 2017)                  | Wanko Ni Mero Mero                                         | 2015 |
| "Fearless Pirate"                                 | Marine Band                                                | 2017 |
| "Footloose" (Kids Version)                        | Top Culture (Kenny Loggins)                                | 1984 |
| "Funky Robot"                                     | Dancing Bros.                                              | 2017 |
| "Happy Farm"                                      | Groove Century                                             | 2017 |
| "Love is All" (2015)                              | The Sunlight Shakers (Roger Glover and The Butterfly Ball) | 1974 |
| "Magic Halloween"                                 | Halloween Thrills                                          | 2017 |
| "Pixie Land"                                      | The Sunlight Shakers                                       | 2017 |
| "Waka Waka (This Time for Africa)" (Kids Version) | Shakira                                                    | 2010 |

- En "(2015)" visar att sången finns även med i Just Dance 2015.
- En "(JDU 2017)" visar att sången är även tillgänglig i Just Dance 2017 som en exklusiv rutin i Just Dance Unlimited.

## Just Dance Unlimited
| Sång                          | Artist                          | År   | Releasedatum      |
| ----------------------------- | ------------------------------- | ---- | ----------------- |
| "Thumbs"                      | Sabrina Carpenter               | 2016 | 24 oktober 2017   |
| "Just Mario" (WIIJPN) (3DWII) | Ubisoft Meets Nintendo          | 2011 | October 24, 2017  |
| "Sun"                         | DEMO                            | 1999 | 26 oktober 2017   |
| "J'suis Pas Jalouse"          | Andy                            | 2017 | 26 oktober 2017   |
| "Error"                       | Natalia Nykiel                  | 2016 | 23 november 2017  |
| "Feel It Still"               | Portugal. The Man               | 2017 | 25 januari 2018   |
| "Mi Gente"                    | J Balvin and Willy William      | 2017 | 22 februari 2018  |
| "Naughty Girl" (Alternate)    | Beyoncé                         | 2004 | 12 april 2018     |
| "Sax"                         | Fleur East                      | 2015 | 29 april 2018     |
| "What Lovers Do"              | Maroon 5 featuring SZA          | 2017 | 21 juni 2018      |
| "Dame Tu Cosita"              | El Chombo featuring Cutty Ranks | 2018 | 26 juli 2018      |
| "Dancing Queen"               | Abba                            | 1976 | 23 augusti 2018   |
| "No Lie"                      | Sean Paul featuring Dua Lipa    | 2016 | 20 september 2018 |

- En (3DWII) visar att sången finns även med i Just Dance 3 som en Wii DLC.

1. ↑  Kan låsas upp med uppkoppling till Ubisoft Club-konto (endast till PlayStation 4, Xbox One och Wii U), även tillgånglig till JDU för Nintendo Switch
2. ↑  Exklusivt tillgängligt till Nintendo Switch
3. ↑  Exklusivt tillgängligt  till Nintendo Switch
4. ↑  Från Mario + Rabbids Kingdom Battle där det förekommer Rabbid Peach som huvudcoach